# Luigi Colani
Luigi Colani, nacido como Lutz Colani (Berlín, 2 de agosto de 1928-Karlsruhe, 16 de septiembre de 2019), fue un artista alemán de ascendencia kurda y polaca dedicado al diseño industrial.

## Estilo
La característica principal de sus diseños son sus formas redondeadas, orgánicas que se definen por él mismo bajo el término "Biodinámica" el cual también pretende reunir reivindicaciones ergonómicas superiores a las aplicaciones tradicionales.
"La tierra es redonda, todos los cuerpos celestes también lo son; todos se mueven en órbitas circulares o elípticas. Esta misma imagen, es la de un globo circular formado por mini mundos que se orbitan unos a otros como si tratasen de microcosmos. Nos despertamos incluso en presencia de formas redondas relacionadas con el erotismo y la propagación de la especie. ¿Por qué debo unirme a la desviación de la masa que quiere hacer todo angular? Voy a seguir la filosofía de Galileo Galilei. ¡Mi mundo, también es redondo!" — Luigi Colani.

Sería interminable mencionar los sectores y materias en los que participó y demostrado su creatividad, pero lo debemos mencionar por sus aportaciones al sector de la automoción.
Sus diseños poco convencionales lo han hecho famoso en todo el mundo, no solo en los círculos de diseño, igualmente ante el público general siendo premiado y alabado, pero también repudiado y criticado ya que algunos de sus diseños de vehículos son tan estrechos que hacen que la única manera de utilizarlos sea expulsando todo el aire y dejando de respirar o apuntándose alguna parte del cuerpo para poder entrar, por lo cual muchos de sus diseños permanecen siendo conceptuales.
Dentro de los instrumentos musicales diseñados, resalta el llamativo piano de cola usado por el cantante y compositor Prince creado por Colani, fabricado y vendido por la compañía Schimmel.

## Vida y carrera
Colani es de ascendencia kurda por parte de los ancestros de su padre aun cuando este nace en Madulain cerca de St. Moritz en el este de Suiza, mientras que su madre es polaca.
Luigi estudió escultura y pintura en la Academia de las Artes de Berlín en 1946 y en 1948 participa de un curso de aerodinámica en la Sorbona en París.

## Década de 1950

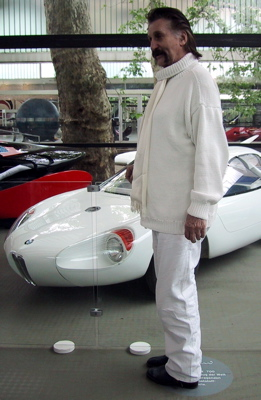
Luigi Colani frente a su versión del BMW 700 en la exhibición "COLANI - El trabajo de una vida" (Karlsruhe) en 2004.

Su amplia carrera inicia en la década de 1950 con el diseñó automóviles para Fiat, Alfa Romeo, Lancia, Volkswagen, and BMW. 
- En 1953, fue jefe del grupo de nuevos proyectos de Materiales en  McDonnell Douglas en California.

- En 1954, recibe en Ginebra (Suiza) el premio internacional Golden Rose, por el diseño para la carrocería especial de Fiat.

- En 1957, cambia su primer nombre Lutz, para en adelante llamarse Luigi.

- En 1958, realiza el diseño de catamarán fue un éxito de carreras en Hawái.

- Volviendo a los coches, en 1959 presenta el primer automóvil deportivo monocasco del mundo, el BMW 700, y en 1960 el primer coche del kit del mundo en serie, el Colani GT, vendió 1700 copias.

## Década de 1960
En la década de 1960, su rango de diseño se amplia para incluir muebles además de algunos objetos domésticos.
- En 1963 realiza su versión del elefante alcancía “Piggy Bank Elefant”.[16]

- En 1965, gana éxito en todo el mundo con diseños de mobiliario para Asko, Fritz-Hansen, Cor, Kusch+Co, también se hace famoso con el rediseño de Abarth de Alfa Romeo, tomando elementos de versiones no exitosas del Abarth 1000 GT Coupé.[17]

- En 1966 muestra su diseño de Coupé deportivo en el IAA de Frankfurt.

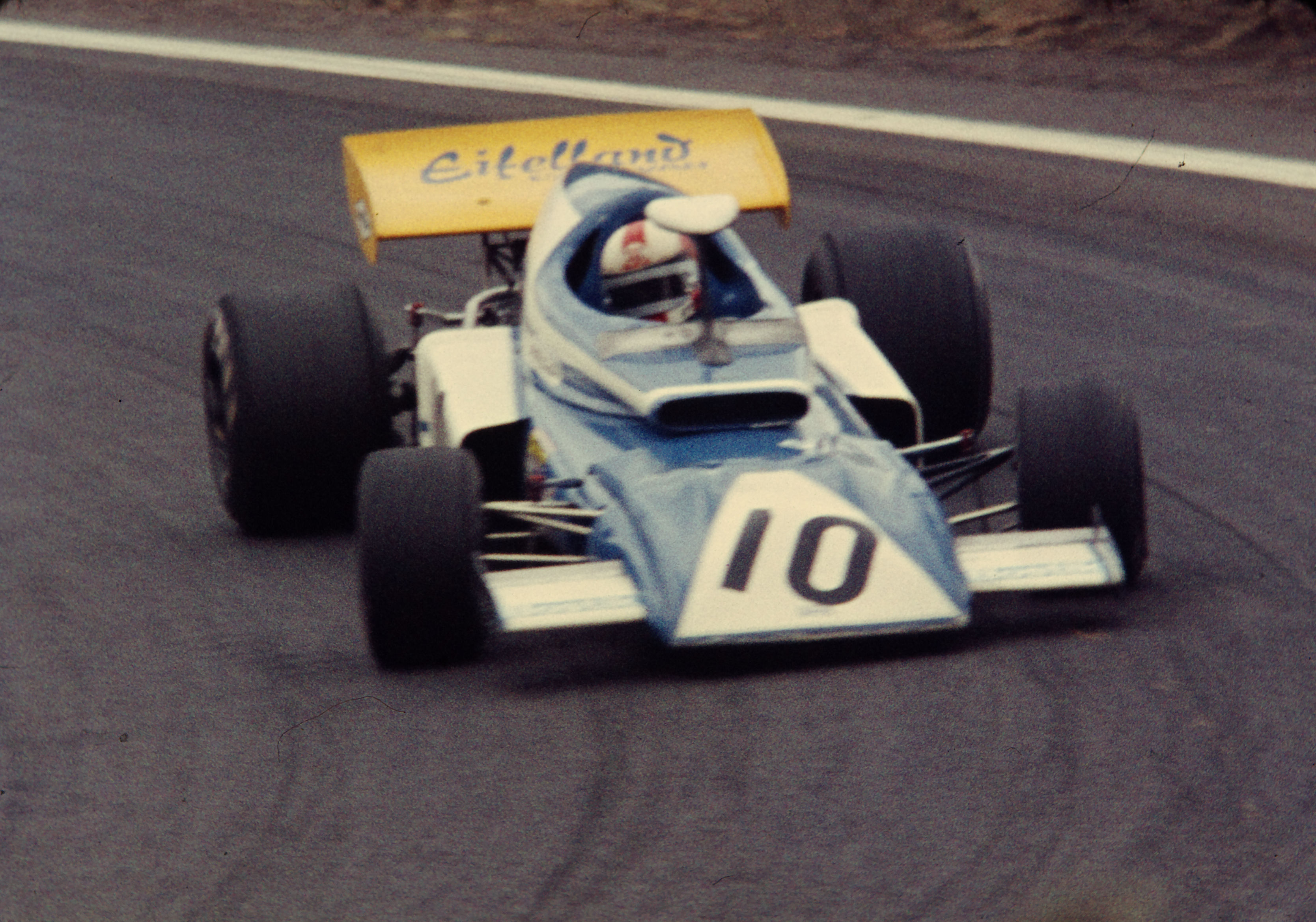
Monoplaza de F1 rediseñado por Colani.

## Década de 1970
A partir de la década de 1970, se expande aún más en áreas que van desde artículos para el hogar (con cocinas), accesorios (bolígrafos) y electrodomésticos (televisores) e incluso ropa (uniformes) y vehículos de transporte pesado (camiones).
Pero no todos sus diseños eran éxitos. entre los cuales está el fracaso en el diseño para un barco de olímpico de línea, también está el desarrolló su primer diseño aerodinámico de camiones, según él, "fue una respuesta directa a la crisis mundial del petróleo”, los cuales pasaron a ser inadvertidos.'
- En 1972, había desarrollado una reputación y unos ingresos suficientes para establecer un estudio con un importante equipo de diseño en Harkotten Castle cerca de Sassenberg, Alemania. El estudio fue un éxito enorme, con trabajo y exposiciones en todo el mundo, realizando proyectos para muchas empresas importantes. Mientras tanto, continuó con sus innovaciones en el diseño de automóviles, incluyendo su diseño del Eifelland E21 de Fórmula 1 (basado en el March 721).[19][20]

- En 1973, realizó su primer viaje de estudio al Lejano Oriente, durante el cual compradores japoneses reconocieron el potencial de Colani con lo cual recibe invitaciones de varias empresas para establecer un Centro de Diseño Colani Japón. Durante esta década, la tetera "Drop" que diseñó para Rosenthal, un líder mundial en porcelana, fue adquirida para su inclusión en el Museo Cooper-Hewitt en Nueva York. Posteriormente, (en 1999, Rosenthal volvaria a emitir una edición especial de su ahora famoso diseño).[21][22]

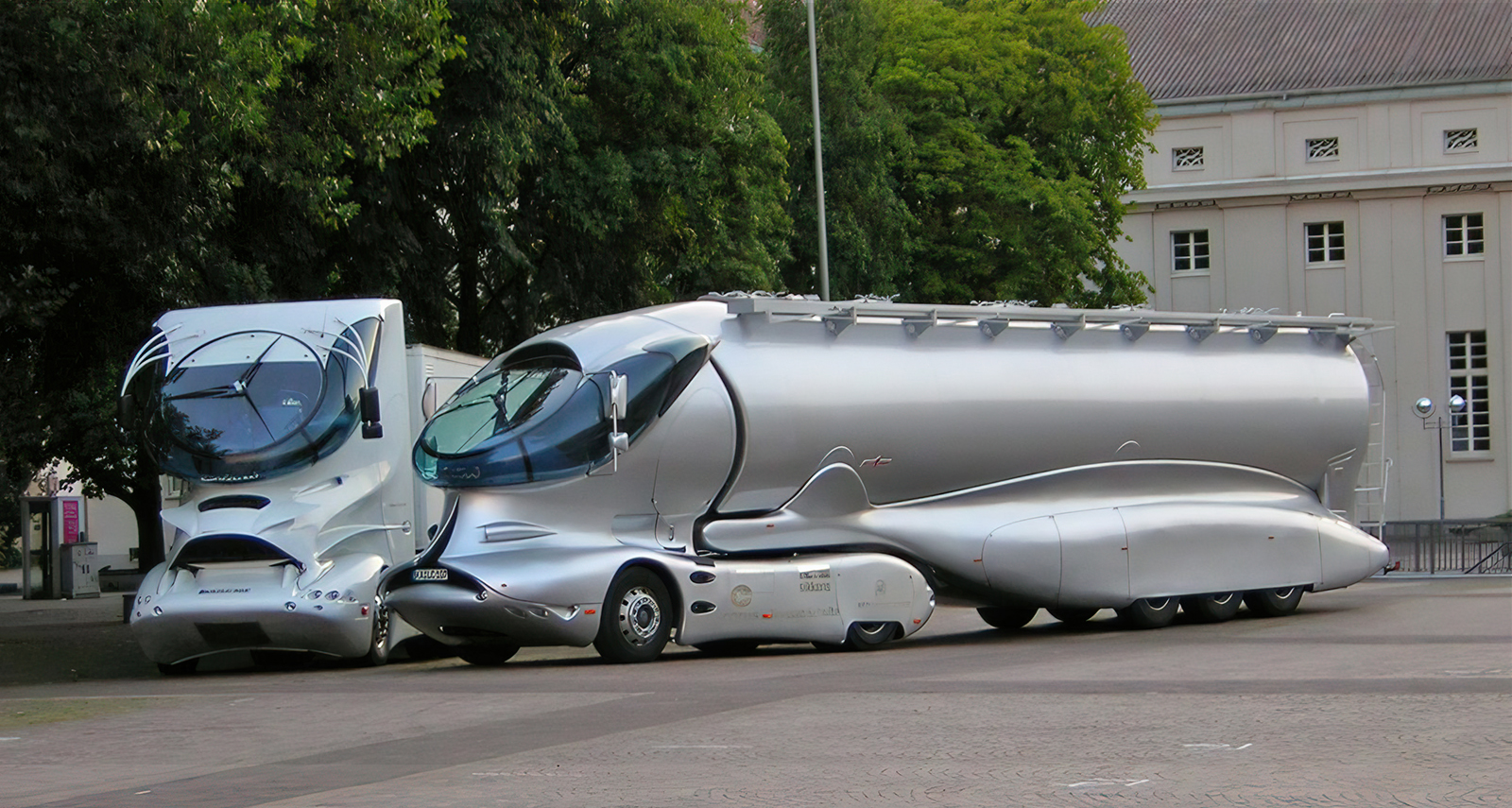
Camiones prototipo con remolque, Diseñados por Colani

- En 1976 cuando se le asigna la tarea de diseñar el Fanliner RFB, el primer avión deportivo de plástico con un motor rotatorio Wankel.[23]

- En 1978, sus revolucionarios estudios de camiones, aviones, coches y barcos habían comenzado a verse con frecuencia en exposiciones de todo el mundo. Su interés en la economía de combustible continuó en los años ochenta. '[24]

## Década de 1980

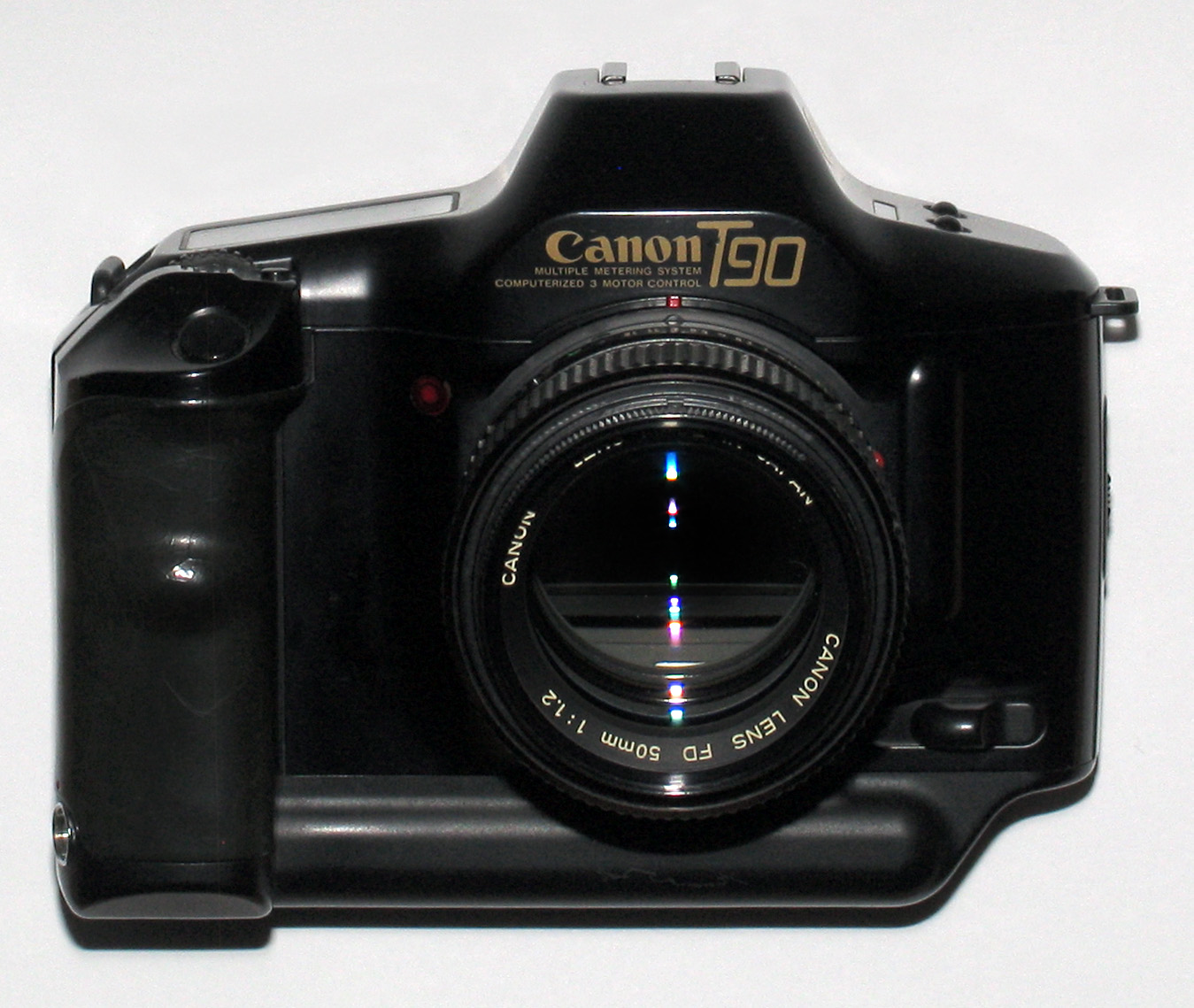
Canon T90 1 2 50mm, 1983

En la década de los 80, Colani logra abrirse camino en Asia logrando ser contratado por con varias compañías, además acepta el ser profesor de varias universidades en Japón y Alemania.
- En 1981, estableció un récord mundial de economía de combustible con el Colani 2CV de cuatro plazas (basado en el francés Citroën 2CV que consumió solo 1,7 litros de gasolina para viajar 100 km utilizando un motor y un chasis de 2 CV de base).

- El año 1982 vio a Colani trasladarse a Japón, donde un año más tarde aceptó una posición como profesor en Tokio.

- En 1984, desarrolla para Canon, los prototipos de cámara "5 Systems”, siendo elegido como el diseñador industrial No. 1 en Japón en la exposición de Otaru para su proyector de 60 m.

- En 1985, su Robot teatro fue el pabellón más concurrido en Expo'85, Exposición Internacional de Tsukuba (1985), también ese año da a conocer el avión propulsor realizado en Pont resina, con dos hélices de empuje coaxial contra-rotativas con cuchillas de cimitarra montado en la cola. Las hélices, también conocidas como "propulsores supersónicos de aceleración centrípeta ", lo cual era una nueva idea pero que nunca fue aeronavegable.[25]

- En 1986, una de sus motos estableció un récord mundial en Italia. Ese año, fundó Colani Design Bern en Suiza, y recibe el Premio Cámara de Oro por la Canon T90.[26]

- En 1987, continúa mostrando sus diseños en exposiciones internacionales, incluyendo una exposición en el Georges Pompidou de París. Los diseños de automotrices continuaron en Japón para Mazda, pero también realizó el diseño de objetos como la pluma para Pelikan A.G., Alemania. Su diseño del avión Cormorán es mostrado en la modelo en el Salón del Aire de París.

- En 1988, abre sus oficinas en Toulouse y Bremen, además es nombrado profesor en la Universidad de las Artes de esta última ciudad, mientras tanto se preparaba a gran escala para establecer nuevos récords de velocidad en los registros mundiales de tierra, agua y aire en Utah.

- En 1989 formó Colani Trading AG en Zúrich, Suiza.

## Década de 1990

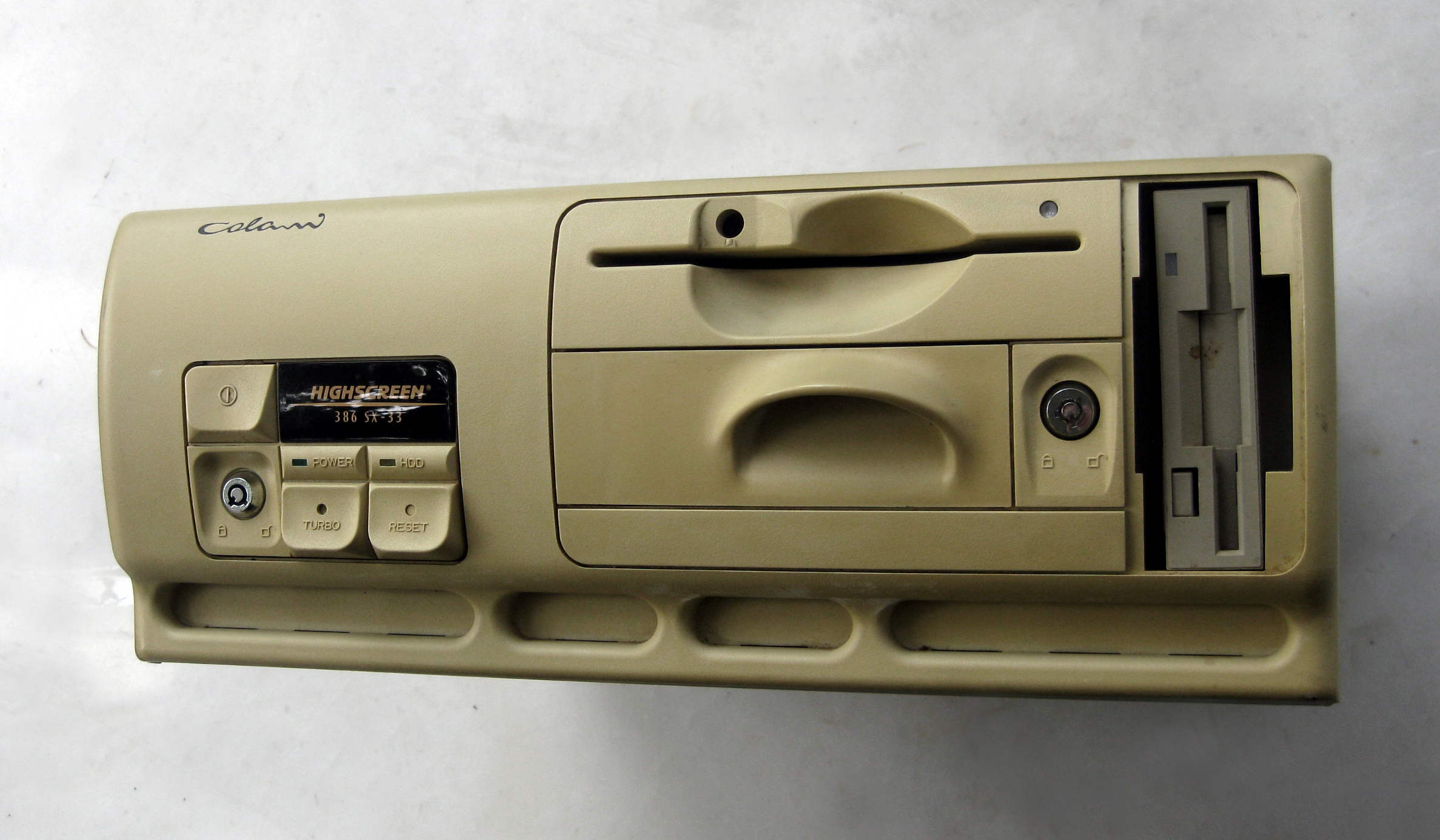
Computador personal para Vobis

Los años 90 trajeron más exposiciones y más diseños. Montó una exposición en el Centro Internacional del automóvil en el museo en París y en 1993 realizó exposiciones a través de Suiza.
- En 1991, diseñó un marco óptico y colección de joyas, además fija el récord pare el diseño de Ferrari especialmente diseñado para la carretera de Bonneville.

- En 1991 diseña nuevos uniformes para la tripulación en Swissair, los últimos diseños usados por la línea aérea Swissair antes de volver a marcar como suizo en 2002.[27]

- En 1993, hace el diseño de mobiliario de la oficina para Grahl, Míchigan, EE. UU.

- En 1996, genera el diseño para el nuevo piano para Schimmel.

- En 1997, realiza un diseño de botella de agua para Carolinen-Brunnen, Alemania, la cual estuvo expuesta en exhibición itinerante pro más de 30 centros comerciales en todo el país.

- En 1998, realiza desde su oficina en Shanghái el diseño de un nuevo microscopio y cámara fotográfica para una famosa compañía líder a nivel mundial en microprocesadores.

- En 1999, presenta una nueva "Ducha" (combinación de baño) -generada para la empresa alemana DUSAR. Proyecto de mobiliario con Kusch + Co., Alemania.

## Década del 2000

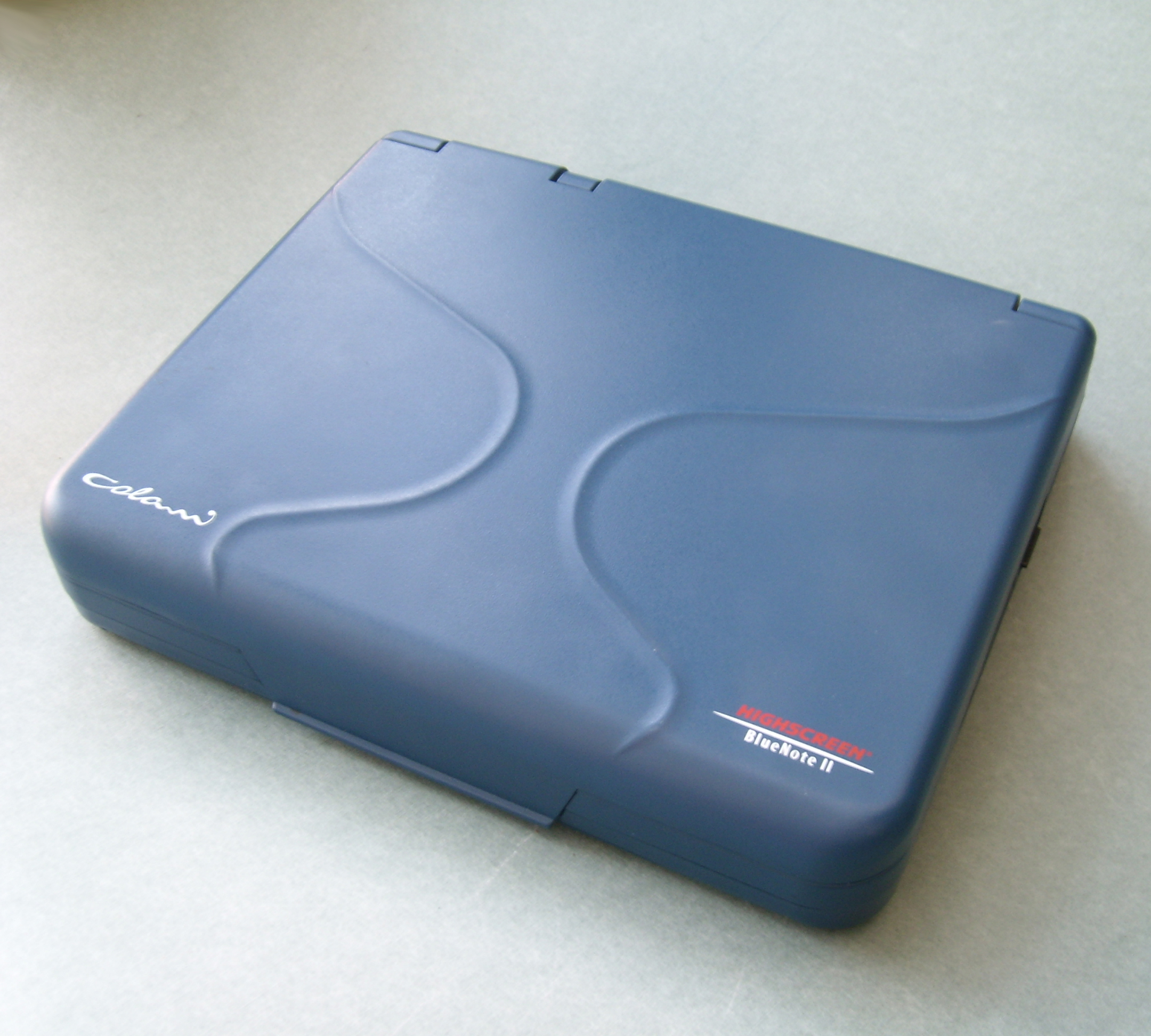
Colani-notebook

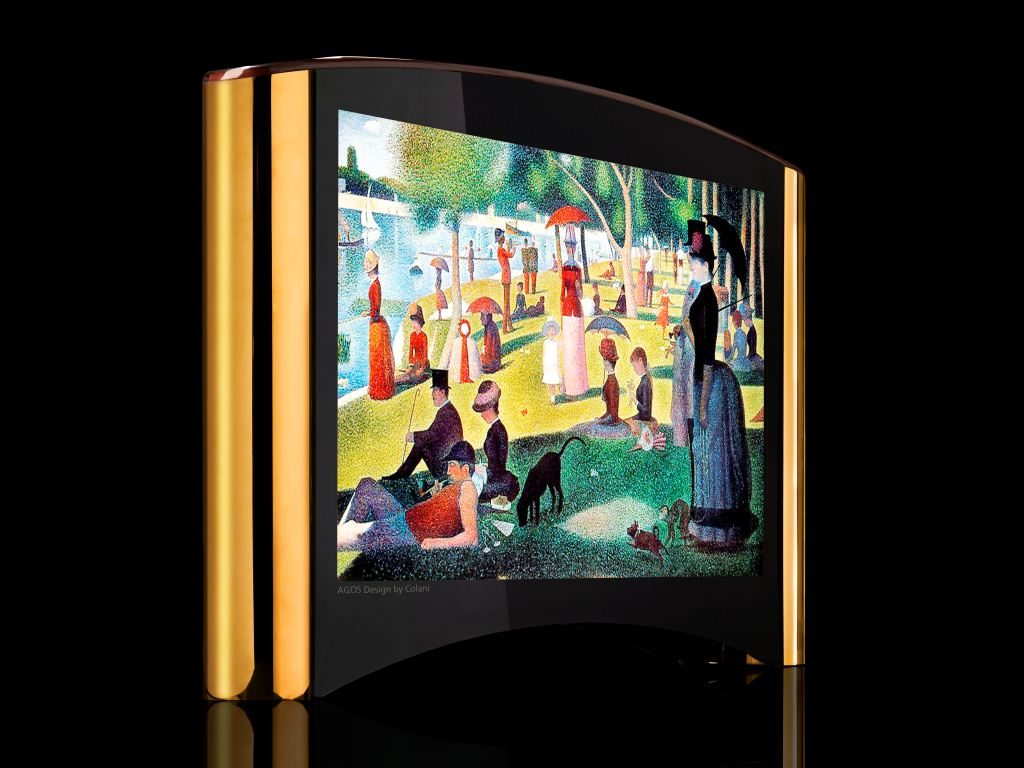
AGOS Computador serie de lujo Opus Magnum, Diseñado por Colani, 2014

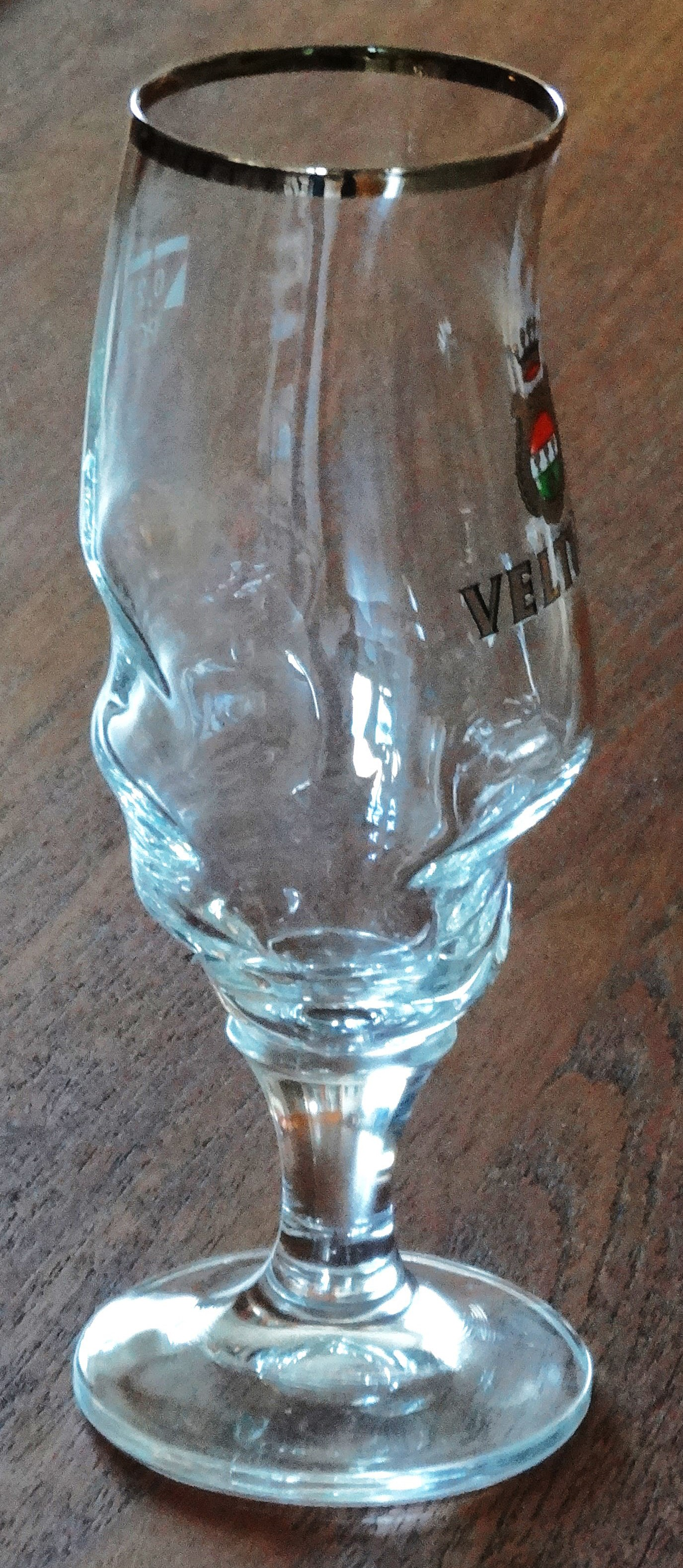
Colani Copa para cerveza

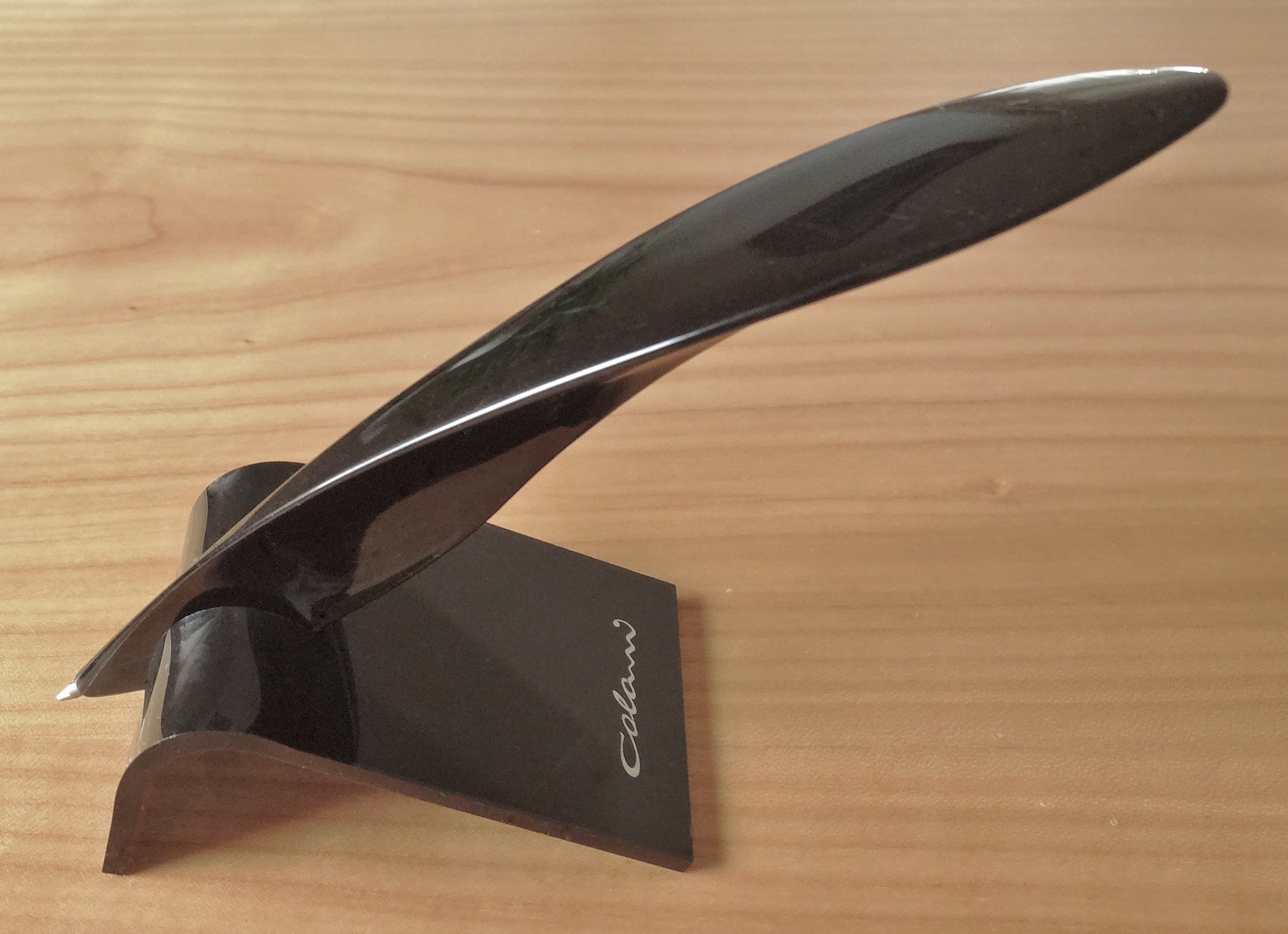
Pluma diseño Colani

Sus diseños continuaron con el modelo de arquitectura "Human-City" para MW Energie AG en Mannheim, Alemania (2000) y posteriormente desarrollaron un diseño de una casa experimental para Hanse-Haus, por parte de algunos constructores de prefabricados alemanes.
- En 2001 diseñó, diseñó nuevos marcos ópticos que fueron presentados en los espectáculos de Milán, París y Las Vegas, también un nuevo microscopio y una cámara fotográfica (para Seagull) en la oficina de Colani en Shanghái. Realizó varias exposiciones diversos centros comerciales del grupo ECE en toda Alemania.

- En 2002, abrió un museo de diseño líder en el mundo, la Pinacoteca de Arte Moderno, en Múnich, Alemania, que presentó varios diseños de Colani. En el ámbito del diseño de envases, creó un nuevo diseño de botellas para la empresa suiza de agua mineral Valser (adquirida por Coca-Cola en ese año) y realizó diseños en porcelana para regalos (Cappuccino, Espresso Mugs).

- En 2003, se le comisionó el rediseño de los uniformes de la policía para el Departamento de Policía de Hamburgo, que fue adoptado más adelante por la Policía de toda Alemania y realizó el diseño del avión HPA TT62.[28]

- En 2004, él emprendió un proyecto de la "vida a bordo" para los coches de Volvo y creó un diseño futurista para un auto llamado el tiburón de Speedster. Continuó con sus grandes diseños para un Super camión con extrema racionalización, esta vez para Spitzer-Silo; El resultado fue presentado en el IAA en Hannover, Alemania.[29]

- Entre 2005 y 2006, completó una serie de 140 esculturas de atletas para los Juegos Olímpicos de Pekín. También participó en el evento "Alemania en Japón " en la forma de la exposición "Colani Back in Japan" en el Museo de Arte y Diseño adscrito al Instituto Tecnológico de Kioto. Además, realiza un estudio para un robot con forma de bebé.

- De 2004 a 2007, realizó una exposición retrospectiva de la obra de Colani, llamada COLANI - Das Lebenswerk, en el salón Nancy del centro de congresos de Karlsruhe.

- En 2009 se presentó en el Nowa Zukunftsmesse de Marburg (Alemania) el primer Modelo (AC22) de la Serie de Ordenadores de Lujo AGOS, Opus Magnum.[30]

- En ese mismo año 2009, finalizó su fastuosa e increíble "Villa Colani" en una zona tranquila y segura de Nova Santa Ponsa, Mallorca, España. La mansión con espectacular vista la mar cuenta con un área de 994 metros cuadrados que incluye más de 114.2 metros cuadrados de oro de 24 quilates que se utilizó en las piscinas y la casa. Además de figuras de oro y candelabros de cristal, y muchas pinturas de artistas famosos.[31]

## Vida personal
Luigi Colani residió sus últimos años de vida entre Shanghái (China) y Karlsruhe, (Alemania). Su hijo Solon Luigi Lutz vive en Berlín, y trabaja también como diseñador. Como último dato a resaltar Colani fue presentador y orador invitado en el Foro Económico Mundial en Davos, Suiza de 2004.